# BitKeeper
BitKeeper es un sistemas de control de versiones distribuido para el código fuente de los programas producidos a partir de BitMover Inc. y se distribuye bajo la licencia Apache 2 a partir de la versión 7.2ce, versiones anteriores están solo bajo licencias propietarias.
BitKeeper es producido por Bitmover Inc., una compañía privada con sede en Campbell (California), propiedad del CEO Larry McVoy, que diseñó previamente TeamWare.
BitKeeper compite principalmente con otros sistemas tales como Git y Mercurial.